# Kita (Sakai)
Kita (北区, Kita-ku) és un dels set districtes que formen la ciutat de Sakai, a la prefectura d'Osaka, Japó. El nom de Kita, que traduït al català vol dir "nord", fa referència a la posició geogràfica del districte dins del municipi.

## Geografia
El districte de Kita, com bé indica el seu nom, es troba localitzat al nord del terme municipal de la ciutat de Sakai, a l'oest de la prefectura d'Osaka i adscrita a la regió de Senboku. Kita-ku limita amb la ciutat d'Osaka al nord, amb el districte de Sakai a l'oest i amb els districtes de Nishi, Naka i Higashi al sud, així com amb Mihara a l'est.

### Barris
- Okumoto
- Kanaoka
- Kita-Nagao
- Kita-Hanada
- Kuramae
- Kurotsu
- Shinonome-Higashimachi
- Shin-Kanaoka
- Shinbori
- Sendō
- Tokiwa
- Nagasone
- Naka-Nagao
- Nakamura
- Naka-Mozu
- Notō
- Higashi-Asakayama
- Higashi-Uenoshiba
- Higashi-Mikunigaoka
- Mamezuka
- Minami-Nagao
- Minami-Hanada
- Miyamoto
- Mozu-Akahata
- Mozu-Umekita
- Mozu-Ume
- Mozu-Nishino
- Mozu-Honmachi
- Mozu-Ryōnan
- Yashimo-Kita

## Història
El districte es va crear l'1 d'abril de 2006 en ser declarat el municipi de Sakai una ciutat designada pel govern japonés. Abans d'això, la zona que actualment comprén el districte ja formava part de Sakai. La flor del districte és la verdolaga des de febrer de 2013.

## Transport

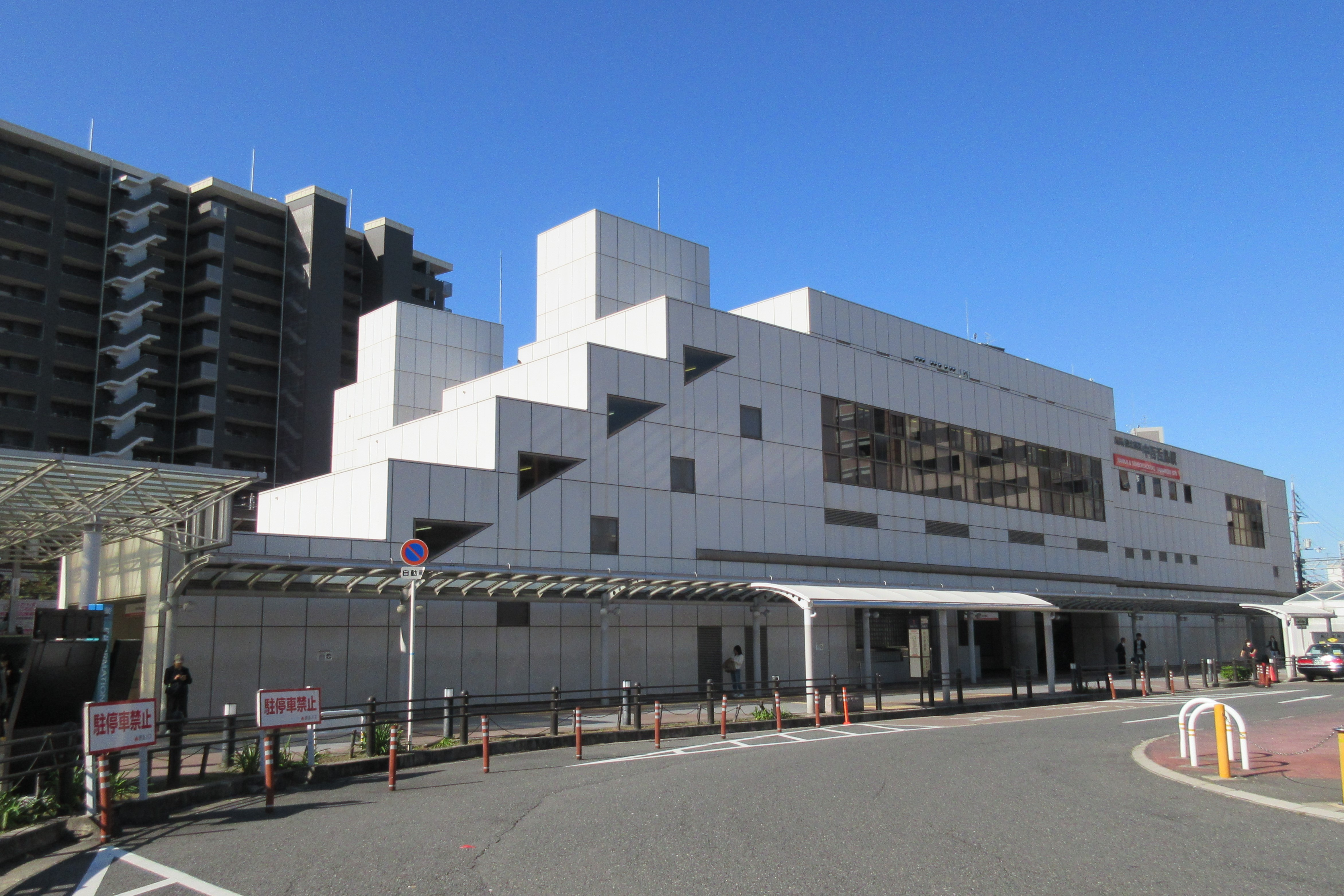
Estació de Nakamozu

### Ferrocarril
- Metro d'Osaka
  - Kita-Hanada - Shin-Kanaoka - Nakamozu
- Ferrocarril Elèctric Nankai
  - Nakamozu - Shirasagi
- Ferrocarril Ràpid de Senboku
  - Nakamozu

### Carretera
- Autopista Hanshin

Pel districte no passa cap carretera nacional.